# Barcsai Zsigmond
Barcsai Zsigmond (Bartsai Zsigmond) (17. század) református diák.
A későbbi fejedelem, Barcsay Ákos családjából származott. 1619. április 19-én iratkozott be a heidelbergi egyetemre, ifj. Bethlen István kíséretében. 1620. dec. 26-án tartott beszéde nyomtatásban is megjelent: Oratiuncula pro aeterna Divinitate Filii Dei asserenda...postridie Nativitatis Christi.... Heidelbergae, 1620.
Feltehetően azonos azzal a nagybarcsai Barcsai Zsigmonddal, aki Barcsai Andrásnak, Mihály vajda egyik kapitányának és Bogáti Druzsiannának a fia volt, és 1628–1648 között a középszolnoki főispáni tisztséget töltötte be. 1652. február 23-án hunyt el Nagybarcsán.